# Partizánske
Partizánske (em húngaro: Simony) é uma cidade da Eslováquia, situada no distrito de Partizánske, na região de Trenčín. Tem 22,31 km² de área e sua população em 2018 foi estimada em 22.455 habitantes.

## Demografia
| Ano:        | 1994   | 2004   | 2014   | 2024    |
| ----------- | ------ | ------ | ------ | ------- |
| Broj ljudi: | 25 621 | 24 581 | 23 436 | 20 338  |
| Razlika:    |        | -4,05% | -4,65% | -13,21% |

| Ano:               | 2023   | 2024   |
| ------------------ | ------ | ------ |
| Número de pessoas: | 20 607 | 20 338 |
| Diferença:         |        | -1,30% |